# Mercedes Benz
«Mercedes Benz» — пісня, написана співачкою Дженіс Джоплін та поетами Майклом Мак-Клюром і Бобом Нойвіртом. У пісні, співачка просить Господа, щоб він купив їй Mercedes-Benz, кольоровий телевізор, і «ніч в місті». Пісня була записана з першого дубля 1 жовтня 1970 року. Це був один з останніх треків Дженіс. Вона померла через три дні, 4 жовтня. Пісня з'явилася на альбомі Pearl, випущена в 1971 році.
Назва пісні не містить дефіс, хоча фактична назва автомобільного бренду пишеться з дефісом.

## У популярній культурі
Пісня була використана кілька разів в рекламі автомобіля. Mercedes-Benz використовували пісню в телевізійних рекламних роликах на початку 1995 року. Пісня з'явилася в додатковій рекламі в 2007 році і знову в рекламі, яке транслювалася 6 лютого 2011 року під час Super Bowl. Інша раклама для BMW Z3 була такою — водій слухав касету пісні, насупився після слів Mercedes-Benz, і зрадів після того, як згадалося про Porsche.
Піаніст Гленн Гульд використовував пісню помітно в документальному фільмі The Quiet в 1977 році.
Пісня була використана у презентації німецького фільму Der Комплекс Баадер-Майнхоф і фільму Бангкок Хілтон.
У 2011 році співак і автор пісень Estelle, репер і продюсер David Banner і музикант Дейлі написав нову пісню «Benz», натхненний «Mercedes Benz».
Існує версія, що пісня «Mercedes Benz» — це протест Джоплін проти американського способу життя.

## Кавер-версії
«Mercedes Benz» звучить українською мовою в альбомі «60/70» гурту «Кам'яний Гість».